# インパール
インパール（マニプリ語: ꯏꯝꯐꯥꯜ ヒンディー語: इम्फाल、英語: Imphal）は、インド北東部のマニプル州の州都であり、かつてのマニプル王国の首都でもある。2011年現在の人口は約26万人。

## 概要
インパール渓谷は周囲を取り囲む丘から出た小さな川多数によって潤されている。主な川はインパール川、イリル川 (Iril)、セクマイ川 (Sekmai)、トウバル川 (Thoubal)、クガ川 (Khuga) などである。街のバザールの中には、「Ima Keithel」という女性だけが商品の販売をしている一角があることで有名。

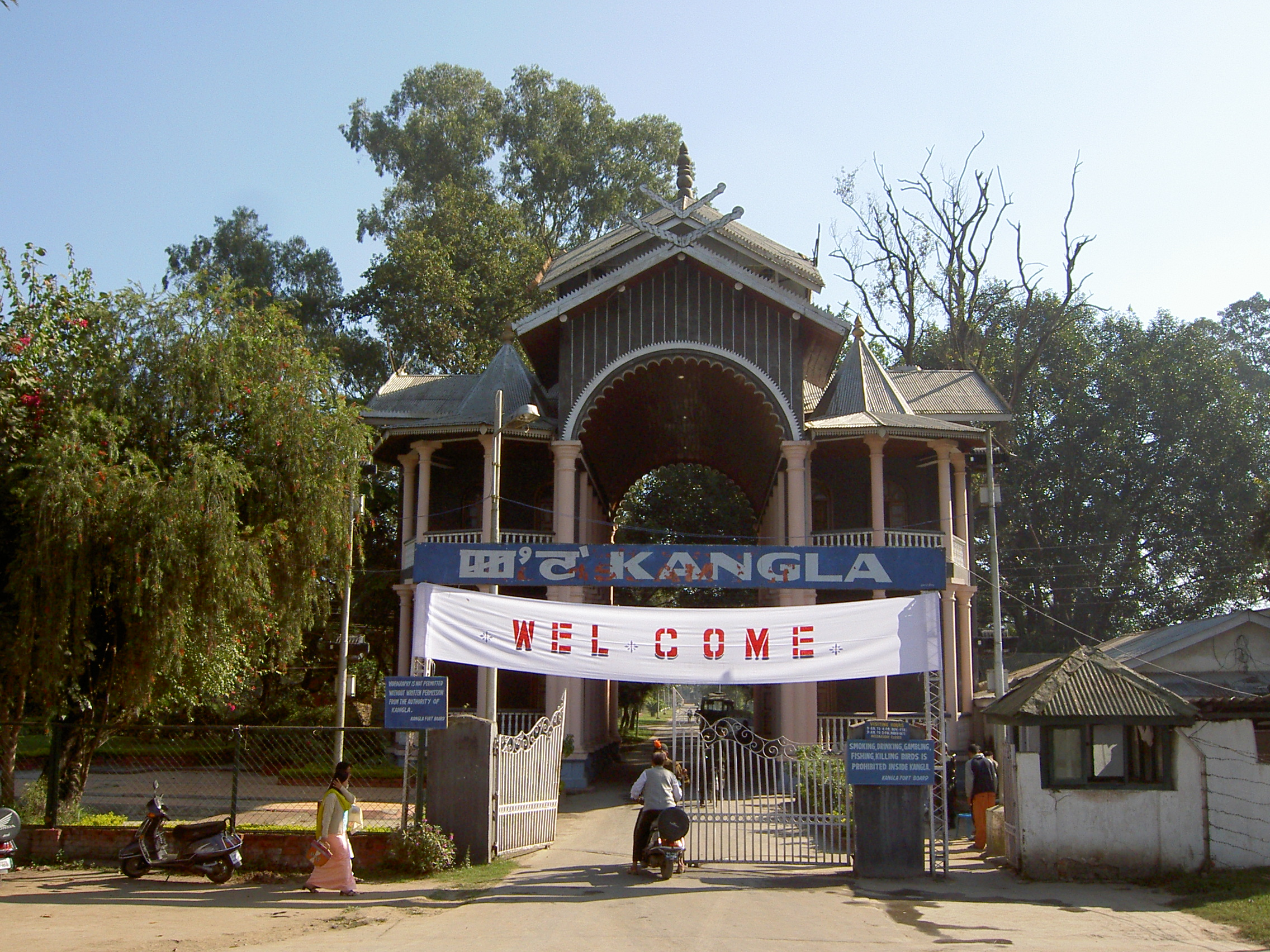
カングラ宮殿の門

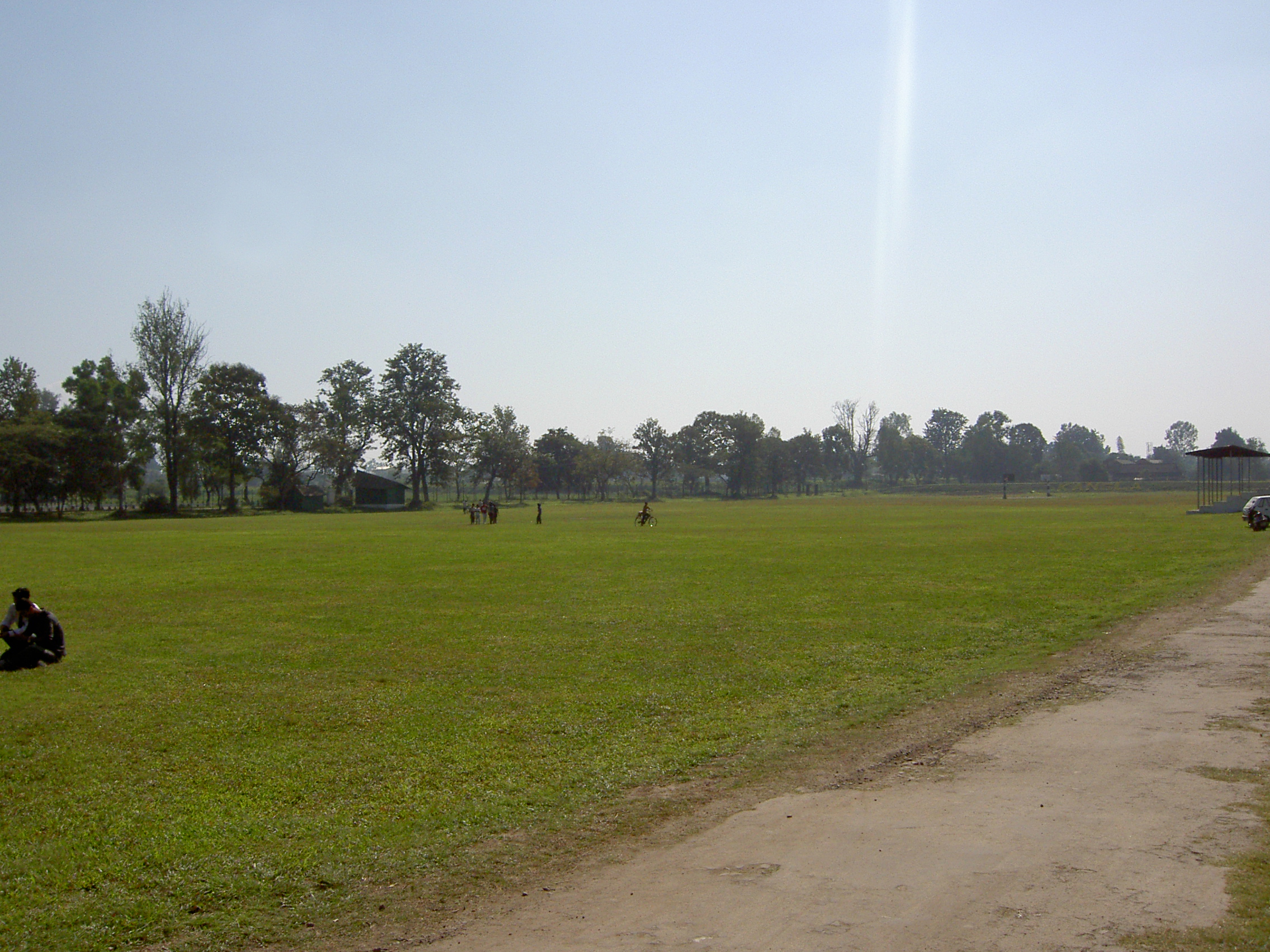
カングラ宮殿のポロ競技場、イギリス人はここからポロを取り入れた

街の中心には、堀で囲まれた「カングラ宮 (Kangla) 」の跡がある。イギリス人が「マニプルの要塞」と呼んだ宮殿はかつてのマニプル王国のもので、インパール川西岸の乾いた土地に城砦を建てた。これがカングラであり、マニプリ語（メイテイ語）で「乾いた地」を意味する。マニプル王国はビルマとの国境にありしばしば侵入を受け、ベンガルを支配していたイギリス植民地勢力の助けを求めたことがあった。イギリス軍はビルマ軍を破り国境のアッサム地方をも支配した。
1891年3月、王国の後継者争いが続く中、イギリス帝国政府は王位を奪ったジュヴラジ・ティケンドラジット (Juvraj Tikendrajit) を簒奪者とみなし、グルカ兵などからなるイギリス軍を送ってカングラ宮を襲ったが、このとき開かれていた舞踊の集まりにいた民間人も殺戮した。混乱の中マニプル軍の反撃が始まり、イギリス軍の士官や植民政府役人が殺された。これがイギリス・マニプル戦争の発端となり、1891年4月にマニプルは屈服した。このカングラ宮跡地は2003年までインド軍の民兵部隊の精鋭、アッサム・ライフル部隊の基地となっていた。
その他興味深い場所は、世界最古のポロ競技場である。もともとポロはイギリス軍人がマニプルで習ったポロを持ち帰り、ルールを洗練させたものといわれる。近くにはマニプル州博物館があり、マニプルの歴史を伝える数多くの遺物や絵画、写真がある。
第二次世界大戦では、大日本帝国にビルマを追い出された連合国の反攻拠点となる。1944年3月8日、これを攻略してイギリス領インド帝国への侵入を目指した日本軍のインパール作戦が実行され、ビルマ戦線の転換点となった。兵站を無視した無謀な戦略で、大日本帝国陸軍は大量の死者を出し、ビルマ戦線は崩壊した。連合軍に対するアジアでの優位が失われ、以後ビルマを失い南方戦線は崩壊する。
この地域はサンガイ (Sangai) というターミンジカ (Brow-antlered Deer / Eld's Deer) の一種がいることで有名である。この種はマニプルでしか見つからず、絶滅の危機にある。ケイブル・ラムジャオ (Keibul Lamjao) 国立公園にいるサンガイの生息数は、2000年に行われた調査の結果わずか162匹であった。
1997年6月18日、インパール地域は西インパール県と東インパール県に分割された。

## 交通

### 空港
- インパール空港（ニューデリー、コルカタ、グワーハーティー、シルチャルが空路で結ばれている）